# Шехолт
Шехолт (нор. Sjøholt) је село у општини Олесунд округа Мере ог Ромсдал у Краљевини Норвешкој. Село се налази близу северне обале Строфјордена и приближно десет километара источно од села Скоје. Село Стродал налази се 18 км. јужно. Шехолт се налази између градова Олесунд и Молде, дуж Европске руте Е39 и Е136.
Село се је површи 141 километара квадратних, има 1 472 становника, док је густина насељености је приближно 1 044 километара квадратних. Индустрија намештаја, дрвета и пластике је највише заступљена у овоме селу. У Шехолту се налази регионална средња школа и лутеристичка Црква „Ерског”. Локалне новине овога села су Бигдебладет.
Село је некада било административно средиште старе општине Ерског све до 2020. године.